# Milý
Milý (Duits: Millai/Millay) is een Tsjechische gemeente in de regio Midden-Bohemen en maakt deel uit van het district Rakovník. De gemeente ligt op ongeveer 9 km afstand van Nové Strašecí, 16 km van Slaný en 17 km van de stad Rakovník.
Milý telt 207 inwoners (2023).

## Geografie
De gemeente bestaat uit de volgende twee plaatsen:
- Milý;
- Bor.

Milý ligt aan de Džbánrivier en het dal van de Hřešickýbeek.

## Geschiedenis
De eerste schriftelijke vermelding van het dorp (in villa Myley) dateert van 1381. In de 15e en 16e eeuw werd het dorp verdeeld over verschillende eigenaren, maar in 1597 kwam het in bezit van Matyáš Štampach van Štampach, die ook eigenaar van Mšec was. In 1850 werd het feodalisme afgeschaft, waarna Milý (toen Milé geheten) een zelfstandige gemeente binnen het district Slaný werd.
In 1869 werd in het dorp een basisschool opgericht. In 1908 kreeg de school een nieuw gebouw. In 1924 werd de officiële naam van het dorp veranderd in Milý. In 1961 werd de school gesloten. Vanaf 1980 hoorde Milý bij de gemeente Srbeč.
Sinds 2003 is Milý een zelfstandige gemeente binnen het district Rakovník.

## Verkeer en vervoer

### Autowegen
Het dorp ligt aan een regionale weg.

### Spoorlijnen
Er is geen spoorlijn of station in (de buurt van) het dorp.

### Buslijnen
Het dorp wordt bediend door buslijn 583 Milý - Bor - Mšec - Nové Strašecí (2 keer per dag) en 588 Milý - Bor - Slaný (10 keer per dag).
In het weekend rijdt er geen bus door het dorp.

## Bezienswaardigheden
- De Sint-Michielskapel op het dorpsplein. Een barokken gebouw uit 1736, gerestaureerd tussen 1968 en 1972.
- Monumentale hoeves van rond de 19e en 20e eeuw in het centrum van het dorp.
- Milská stráň, een natuurreservaat ten noordoosten van het dorp.
- Zendmast in de vorm van een dennenboom op de oostelijke helling van de Voškováheuvel (469 m), ten zuidwesten van het dorp.

## Galerij

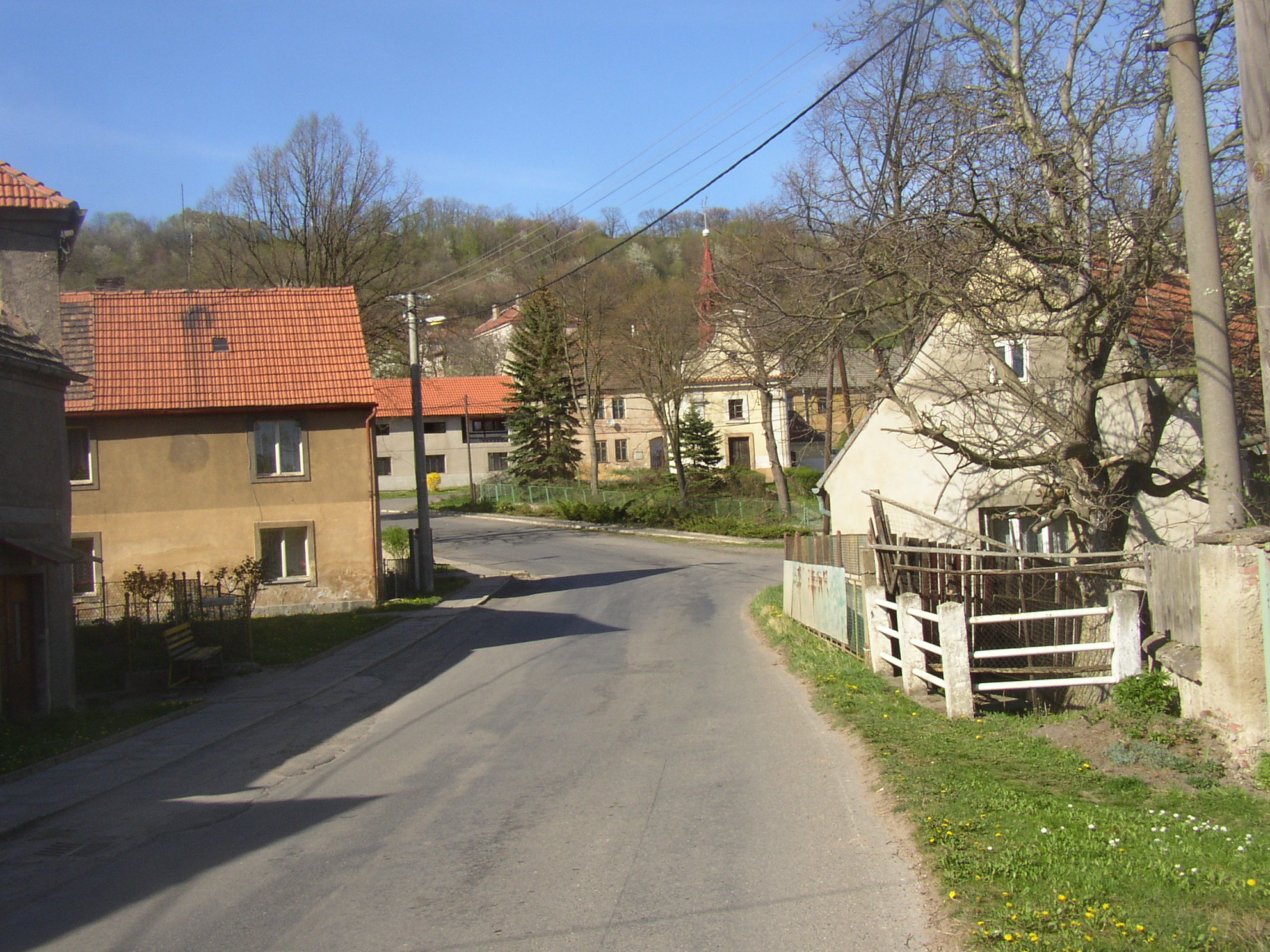
Weg nabij het dorpsplein van Milý
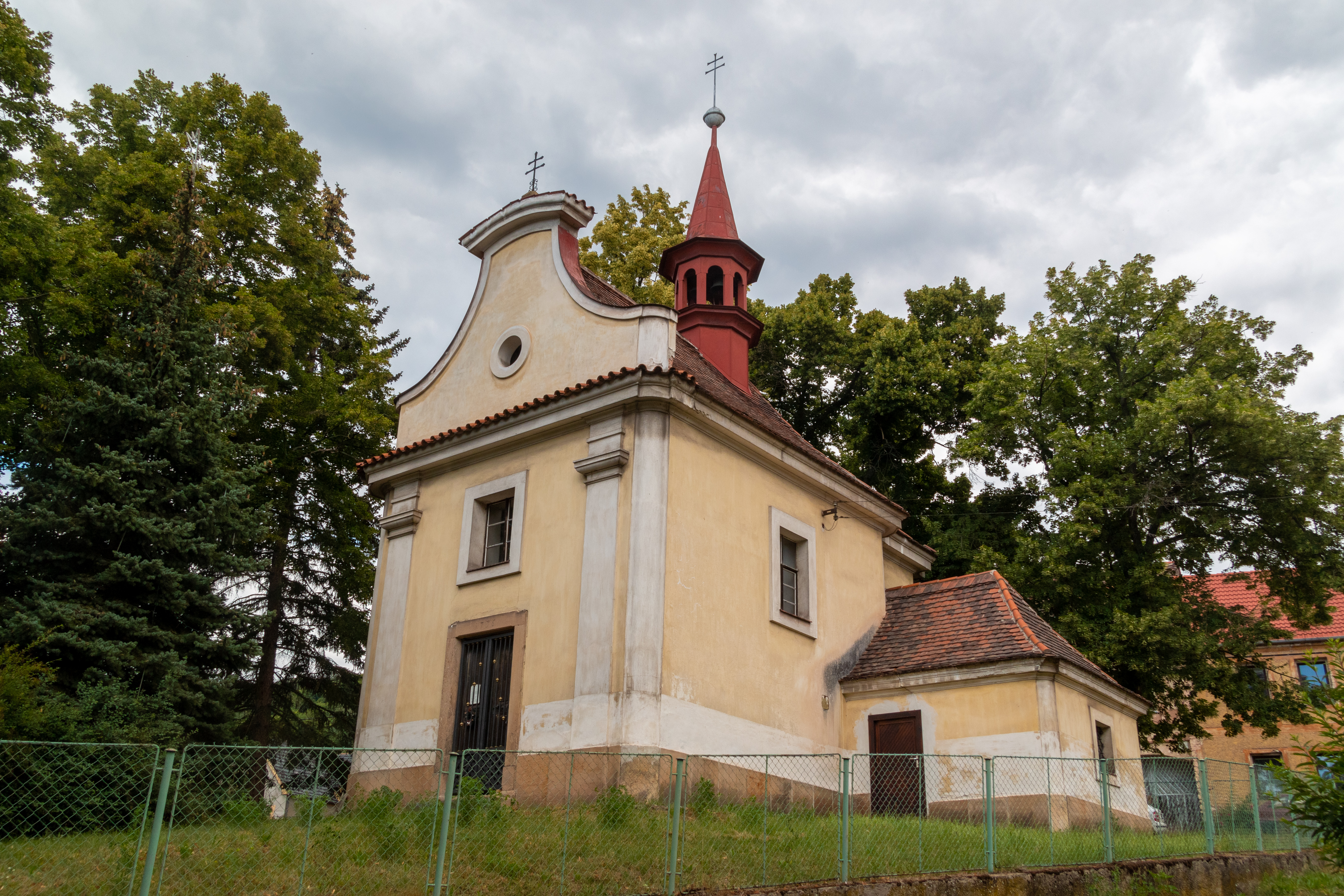
De Sint-Michielskapel in Milý
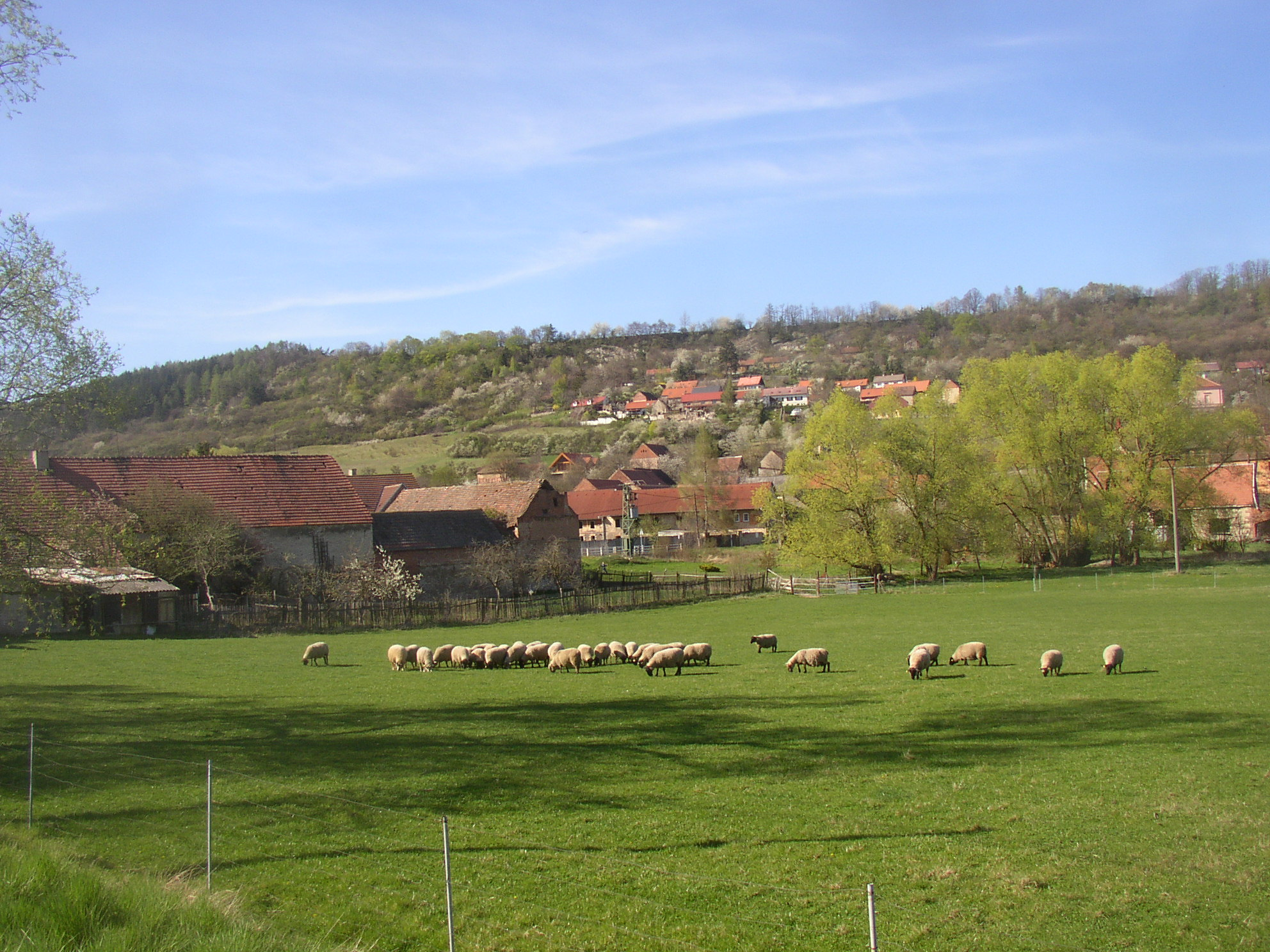
Schapen bij een boerderij in Milý
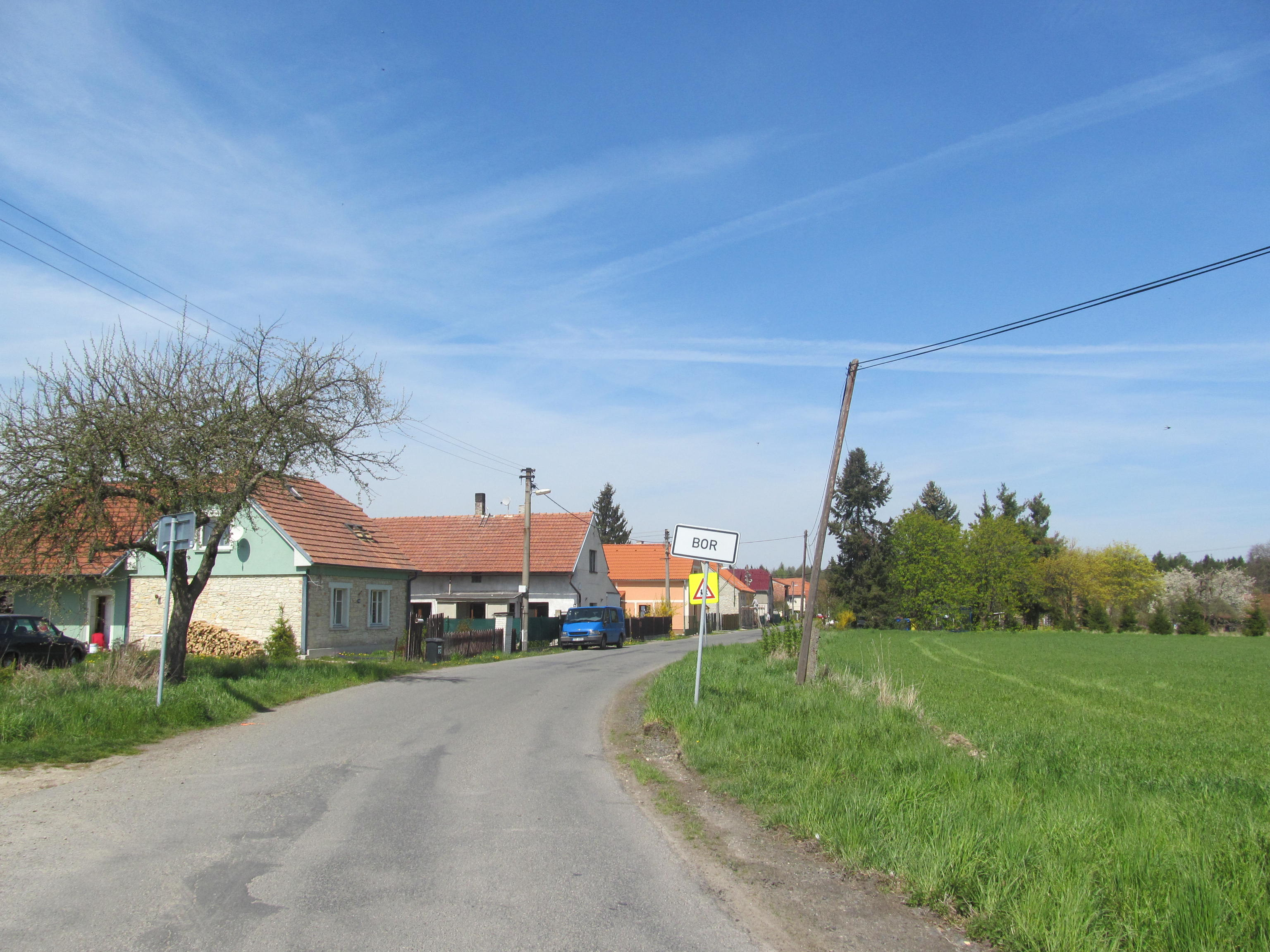
Weg door Bor
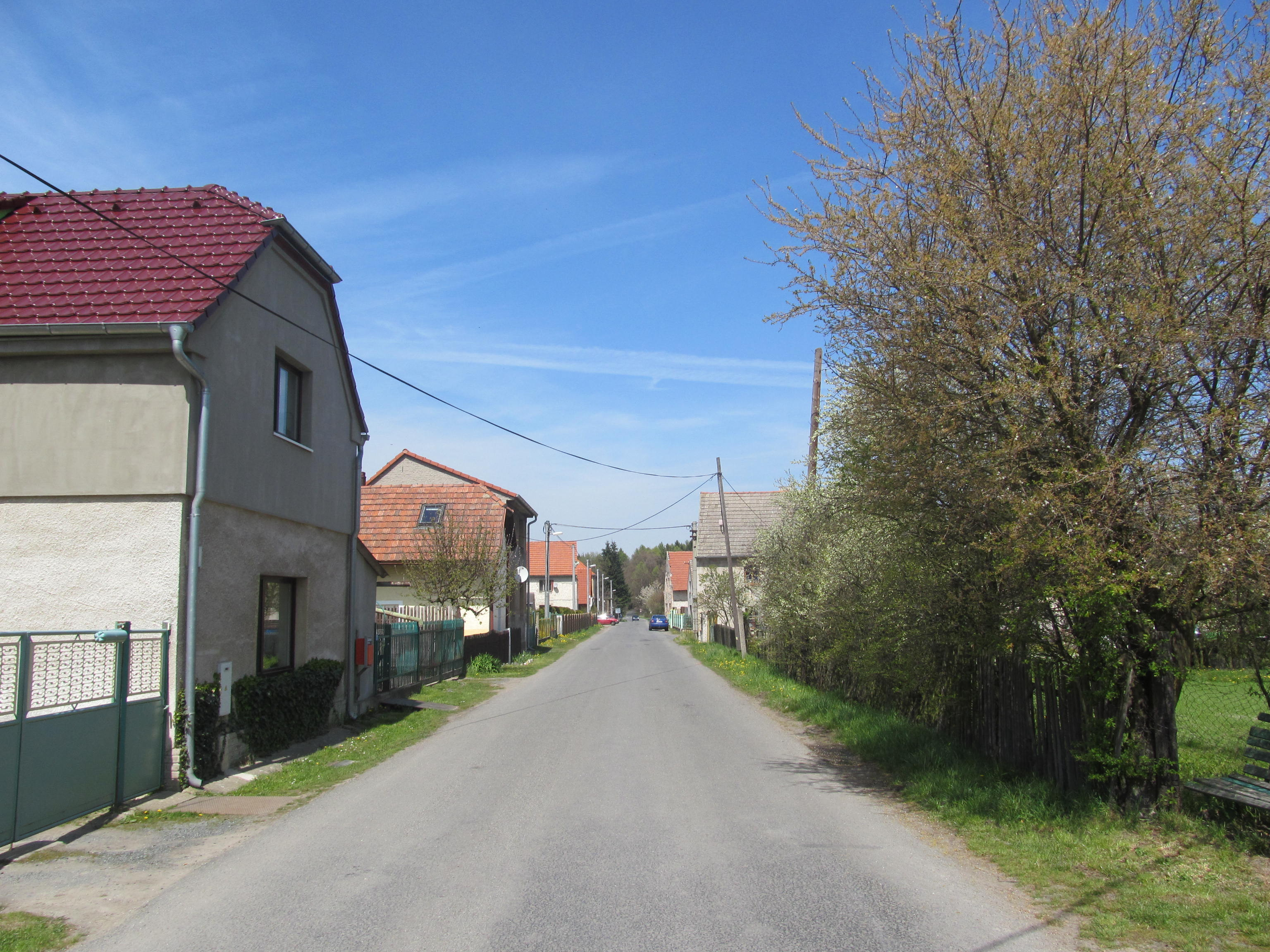
Straat in Bor
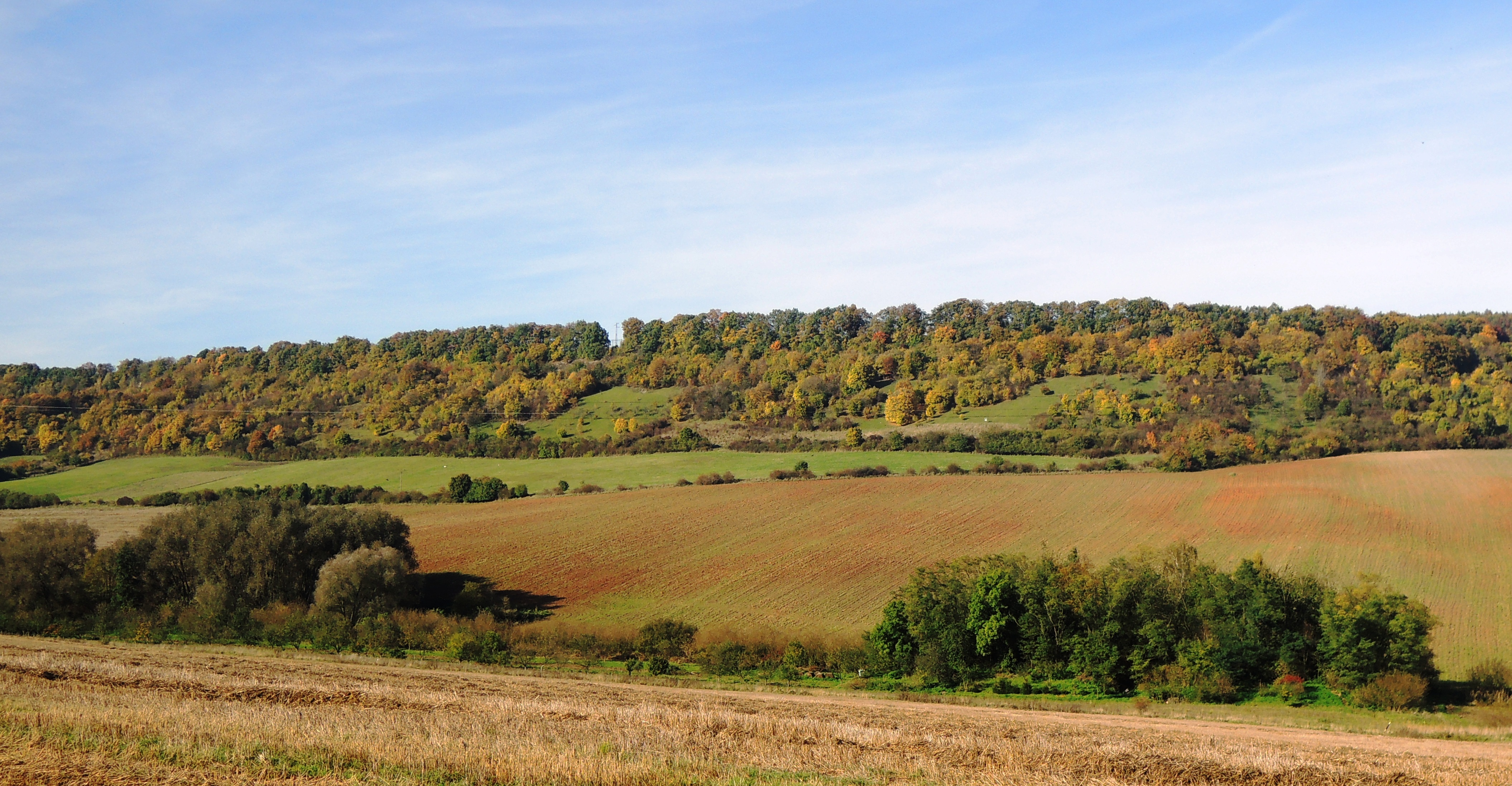
Heuvel in natuurreservaat Milská stráň